# Stimmkreis Augsburg-Land, Dillingen
Der Stimmkreis Augsburg-Land, Dillingen ist einer von rund 90 Stimmkreisen bei Wahlen zum Bayerischen Landtag und zu den Bezirkstagen sowie bei Volksentscheiden. Er gehört zum Wahlkreis Schwaben.
Mindestens seit der Landtagswahl 2008 umfasst er den Landkreis Dillingen an der Donau sowie die Gemeinden Allmannshofen, Altenmünster, Biberbach, Bonstetten, Ehingen, Ellgau, Emersacker, Gablingen, Heretsried, Kühlenthal, Langweid a.Lech, Meitingen, Nordendorf, Thierhaupten, Welden und Westendorf des Landkreises Augsburg. Die übrigen Gemeinden dieses Landkreises liegen in den Stimmkreisen Augsburg-Stadt-West und Augsburg-Land-Süd.

## Landtagswahl 2023
Zur Landtagswahl 2023 traten folgende Parteien und Direktkandidaten im Stimmkreis Augsburg-Land, Dillingen an und erzielten folgende Ergebnisse:
| Nr.               | Stimmenart        | Stimmenart       | Erst- stimmen | Erst- stimmen | Zweit- stimmen | Zweit- stimmen |
| Nr.               | Direktkandidat    | Partei           | Anzahl        | %             | Anzahl         | %              |
| ----------------- | ----------------- | ---------------- | ------------- | ------------- | -------------- | -------------- |
|                   | Wahlberechtigte   | Wahlberechtigte  | 112.661       | 112.661       | 112.661        |                |
| Wähler            | Wähler            | 82.210           | 82.210        | 82.210        | 73,0           |                |
| Ungültige Stimmen | Ungültige Stimmen | 451              | 0,5           | 1.445         | 0,9            |                |
| Gültige Stimmen   | Gültige Stimmen   | 81.759           | 100,0         | 162.973       | 100,0          |                |
| davon             |                   |                  |               |               |                |                |
| 1                 | Manuel Knoll      | CSU              | 28.837        | 35,3          | 57.899         | 35,5           |
| 2                 | Constantin Jahn   | GRÜNE            | 6.327         | 7,7           | 13.213         | 8,1            |
| 3                 | Fabian Mehring    | Freie Wähler     | 20.038        | 24,5          | 37.870         | 23,2           |
| 4                 | Ulrich Singer     | AfD              | 16.295        | 19,9          | 32.574         | 20,0           |
| 5                 | Fabian Wamser     | SPD              | 4.376         | 5,4           | 9.260          | 5,7            |
| 6                 | Nico Stegmayer    | FDP              | 1.946         | 2,4           | 3.719          | 2,3            |
| 7                 | Bernd Edfelder    | Linke            | 668           | 0,8           | 1.375          | 0,8            |
| 8                 | Harald Eberhard   | BP               | 669           | 0,8           | 1.502          | 0,9            |
| 9                 | Wolfgang Müller   | ÖDP              | 711           | 0,9           | 1.351          | 0,8            |
| 10                | Patrick Leuchtle  | Die PARTEI       | 793           | 1,0           | 1.581          | 1,0            |
| 11                | -                 | Tierschutzpartei |               |               | 562            | 0,3            |
| 12                | Wilhelm Hartl     | V-Partei³        | 280           | 0,3           | 490            | 0,3            |
| 13                | Benjamin Goßner   | Basis            | 819           | 1,0           | 1.577          | 1,0            |

## Landtagswahl 2018
Bei der Landtagswahl 2018 waren im Stimmkreis 111.143 Einwohner wahlberechtigt. Die Wahl hatte folgendes Ergebnis:
| Direktkandidat         | Partei       | Erststimmen | Gesamtstimmen | Gesamtstimmen ggü. Bayern (%p) | Gesamtstimmen ggü. 2013 (%p) |
| ---------------------- | ------------ | ----------- | ------------- | ------------------------------ | ---------------------------- |
| Georg Winter           | CSU          | 40,4 %      | 38,6 %        | +1,4 %                         | −7,6 %                       |
| Tobias Rief            | SPD          | 6,4 %       | 7,1 %         | −2,6 %                         | −9,3 %                       |
| Johann Häusler         | FREIE WÄHLER | 18,0 %      | 19,0 %        | +7,4 %                         | +5,0 %                       |
| Peter Emil Monz        | GRÜNE        | 11,3 %      | 11,5 %        | −6,1 %                         | + 5,3 %                      |
| Claudia Stocker        | FDP          | 4,8 %       | 4,6 %         | −0,5 %                         | −1,0 %                       |
| Christian Schiele      | DIE LINKE    | 2,2 %       | 2,1 %         | −1,1 %                         | ±0,0 %                       |
| Andreas Alfred Lehnert | BP           | 2,2 %       | 1,9 %         | +0,2 %                         | −0,6 %                       |
| Andreas Becker         | ÖDP          | 1,1 %       | 1,0 %         | −0,6 %                         | −0,2 %                       |
| Kein Direktkandidat    | PIRATEN      | X           | 0,2 %         | −0,2 %                         | −1,4 %                       |
| Rafael Hauptmann       | AfD          | 13,1 %      | 13,2 %        | +3,0 %                         | +13,2 %                      |
| Kein Direktkandidat    | LKR          | X           | 0,0 %         | ± 0,0 %                        | ± 0,0 %                      |
| Kein Direktkandidat    | mut          | X           | 0,1 %         | −0,2 %                         | +0,1 %                       |
| Kein Direktkandidat    | PARTEI       | X           | 0,3 %         | −0,1 %                         | +0,3 %                       |
| Roland Wegner          | V-Partei³    | 0,6 %       | 0,6 %         | +0,3 %                         | +0,6 %                       |

## Landtagswahl 2013
Die Wahlbeteiligung der 109.583 Wahlberechtigten im Stimmkreis betrug 62,5 Prozent, bei einem Landesdurchschnitt von 63,9 Prozent war dies Rang 59 unter den 90 Stimmkreisen. Das Direktmandat ging an Georg Winter (CSU).
| Partei       | Direktkandidat      | Erststimmen | Gesamtstimmen | Gesamtstimmen ggü. Bayern (%p) | Gesamtstimmen ggü. 2008 (%p) |
| ------------ | ------------------- | ----------- | ------------- | ------------------------------ | ---------------------------- |
| CSU          | Georg Winter        | 43,2 %      | 46,2 %        | −1,5 %                         | −3,8 %                       |
| SPD          | Mirjam Steiner      | 16,5 %      | 16,5 %        | −4,1 %                         | +2,4 %                       |
| FREIE WÄHLER | Johann Häusler      | 15,3 %      | 14,0 %        | +5,0 %                         | +6,5 %                       |
| GRÜNE        | Nico Ach            | 6,0 %       | 6,2 %         | −2,4 %                         | −0,8 %                       |
| FDP          | Georg Barfuß        | 7,5 %       | 5,6 %         | +2,3 %                         | −4,5 %                       |
| DIE LINKE    | Michael Weiß        | 1,9 %       | 2,1 %         | +0,0 %                         | −1,7 %                       |
| ÖDP          | Karl Brugger        | 1,2 %       | 1,2 %         | −0,8 %                         | −0,2 %                       |
| REP          | Hermann Mack        | 2,5 %       | 2,3 %         | +1,3 %                         | −0,9 %                       |
| NPD          | Danilo Krautz       | 1,3 %       | 1,4 %         | X                              | +0,2 %                       |
| BP           | Andreas Lehnert     | 3,0 %       | 2,5 %         | +0,4 %                         | +1,0 %                       |
| FRAUENLISTE  | Kein Direktkandidat | X           | 0,5 %         | X                              | X                            |
| PIRATEN      | Werner Steppuhn     | 1,7 %       | 1,6 %         | −0,4 %                         | X                            |

## Landtagswahl 2008
Bei der Landtagswahl 2008 waren im Stimmkreis 108.747 Einwohner wahlberechtigt. Die Wahlbeteiligung betrug 56,1 %. Die Wahl hatte folgendes Ergebnis:
| Direktkandidat | Partei                | Erststimmen in % | Gesamtstimmen in % | Veränderung der Gesamtstimmen im Vergleich zur Landtagswahl 2003 in % |
| -------------- | --------------------- | ---------------- | ------------------ | --------------------------------------------------------------------- |
| Georg Winter   | CSU                   | 51,4             | 50,0               | - 15,1                                                                |
| Mirjam Steiner | SPD                   | 15,3             | 14,1               | - 2,1                                                                 |
| Herbert Quis   | Bündnis 90/Die Grünen | 7,5              | 7,0                | + 2,0                                                                 |
| -              | Freie Wähler          | -                | 7,5                | + 2,2                                                                 |
| Georg Barfuß   | FDP                   | 13,6             | 10,1               | + 7,7                                                                 |
| Hermann Mack   | REP                   | 3,3              | 3,2                | - 0,6                                                                 |
| Alois Bauer    | ödp                   | 1,9              | 1,4                | + 0,2                                                                 |
| Manfred Augtor | BP                    | 1,7              | 1,5                | + 0,7                                                                 |
| -              | BüSo                  | -                | -                  | 0,0                                                                   |
| Harald Prell   | Die Linke             | 4,1              | 3,8                | + 3,8                                                                 |
| Nico Krause    | NPD                   | 1,2              | 1,2                | + 1,2                                                                 |
| -              | RRP                   | -                | 0,3                | + 0,3                                                                 |